# 阿波斯托萊斯縣

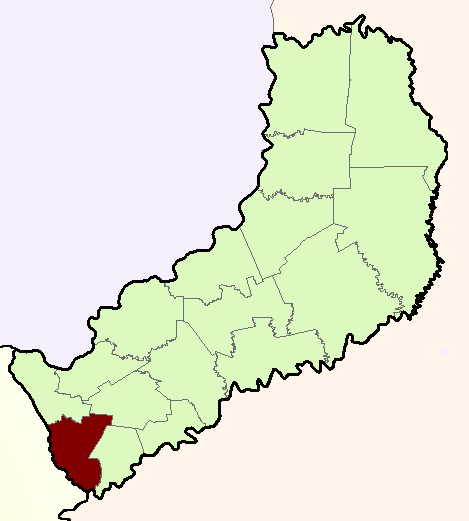

阿波斯托萊斯縣（西班牙語：Departamento Apóstoles），是阿根廷的縣份，位於該國東北部米西奧內斯省，首府設於阿波斯托萊斯，面積1,068平方公里，2010年人口42,249，人口密度每平方公里39.56人。